# خشك أباد (غرمسير أردستان)
خشك أباد (بالفارسية: خشک‌آباد) هي قرية تقع في إيران في قسم غرمسیر الريفي. يقدر عدد سكانها بـ 320 نسمة .